# Dallas Jaye
Dallas Jaye (n. Danville, California, Estados Unidos, el 19 de junio de 1993) es un futbolista guaminense nacido en los Estados Unidos. Juega de portero. Actualmente se encuentra sin equipo.

## Carrera
Con 175 libras de peso cuando llegó a San Ramon, California, rápidamente se hizo el portero titular la Academia de la Federación de Fútbol de Estados Unidos para el Desarrollo (USSFDA), donde atajó por 4 años, recibiendo en 2010 el premio portero USSFDA del Año. Fichó en el 2011 por el South Florida Bulls de la División I de la NCAA, pero no debutó hasta un año después, en el 2012, donde atajó 7 partidos convirtiendo solo 8 goles. Jaye ayudó a los South Florida Bulls a ganarse un lugar en la División I de la NCAA y jugó más de 200 minutos como arquero titular de su equipo en dos partidos en el torneo. Jugó 110 minutos de fútbol sin goles contra Florida Gulf Coast University en la primera ronda. El equipo finalmente ganó 5-3 por penales para avanzar y jugar contra la Universidad de Tulsa. Los Bulls perdieron por 1-0 en tiempo extra y salieron del torneo con una derrota.

## Selección
Ha sido internacional con la Selección de Guam en 18 ocasiones.

## Clubes
| Club                | País           | Año         |
| ------------------- | -------------- | ----------- |
| South Florida Bulls | Estados Unidos | 2011 - 2013 |
| FC Tucson           | Estados Unidos | 2013 - 2014 |
| Xavier Musketeers   | Estados Unidos | 2015        |
| FC Tucson           | Estados Unidos | 2015        |
| FC Cincinnati       | Estados Unidos | 2016 - 2017 |
| Phoenix Rising      | Estados Unidos | 2017 - 2018 |
| Greenville Triumph  | Estados Unidos | 2019 - 2021 |

## Selección nacional
| Temporada | País | Partidos | Goles |
| --------- | ---- | -------- | ----- |
| 2012      | Guam | 3        | 0     |
| 2013      | Guam | 1        | 0     |
| 2014      | Guam | 1        | 0     |
| 2015      | Guam | 2        | 0     |
| 2016      | Guam | 2        | 0     |
| 2018      | Guam | 1        | 0     |
| 2019      | Guam | 3        | 0     |
| 2021      | Guam | 3        | 0     |
| 2023      | Guam | 2        | 0     |